# Philoponella nasuta
Philoponella nasuta es una especie de araña araneomorfa del género Philoponella, familia Uloboridae. Fue descrita científicamente por Thorell en 1895.
Habita en China y Birmania.